# Fellegi Lénárd
Fellegi Lénárd (Budapest, 1978. július 6. –) magyar szinkronszínész, énekes, rádiós műsorvezető.

## Élete
A kecskeméti Piarista Gimnazium elvégzése után 1996-tól a Budapesti Tanítóképző Főiskola hallgatója volt.
2017-ben megnyerte a Mikrofonpróba című tehetségkutató versenyt, s azóta a Bartók Rádió Muzsikáló reggel, Muzsikáló délelőtt és Muzsikáló délután műsorait vezeti.
A Mafilm Audióstúdiójában A kaptár – Utolsó fejezet és A kaptár – Vendetta című filmék hangfelvételében vett részt.
A Madách Színházban a Szerelmes Shakespeare (musical) Énekegyüttesben szerepelt.